# Destilacija
Destilacija je termodifuzijski proces, pri katerem ločujemo komponente na osnovi njihovih različnih hlapnosti, izraženimi s temperaturo vrelišč.
Skozi tehnični razvoj se je pojavilo več procesov za ločevanje komponent, tako šaržnih kot kontinuirnih, pod tlakom ali v vakuumu. Osnova za destilacijo, pri kateri želimo vršiti ostre ločitve, je v kontaktiranju parne in tekoče faze, kjer iz parne faze v večji meri kondenzira težje hlapna komponenta, iz tekoče pa uparja (izhlapeva) lažje hlapna komponenta. Ker je termodinamska podloga ob tem pojavu vezana na enako entropijsko spremembo za obe komponenti in je podlaga za ekvimolarno protidifuzijo (če so temperature dovolj blizu.
Med tehnikami za locevanje komponent na osnovi hlapnosti poznamo številne tehnike:
- Diferencialna destilacija
- Destilacija z vodno paro
- Ravnotežna destilacija ali »Flash« destilacija
- Desorbcija ali »Stripping«
- Rektifikacija